# Antoine Bauza
Pour les articles homonymes, voir Bauza.
Antoine Bauza (né le 25 août 1978 à Valence) est un auteur et éditeur de jeux de société français.

## Biographie
Après des études supérieures en chimie et en informatique, il fait un Master en jeux vidéo à l'ENJMIN d'Angoulême en 2003. Il exerce ensuite comme professeur des écoles durant trois ans, créant des jeux pendant son temps libre. En 2007, il crée son premier jeu, Chabyrinthe, puis Ghost Stories en 2008.
Depuis 2010 et le succès international de son jeu multi-primé 7 Wonders, il se consacre entièrement à la création ludique, animant parallèlement des ateliers de game design, orientés jeux de société, dans des écoles de jeux vidéo telles que l'ENJMIN et SupInfoGame.
Par ailleurs, il est aussi auteur de livres pour la jeunesse, de jeux de rôle et de jeux vidéo.
En juin 2023, Antoine Bauza crée la maison d'édition Playpunk avec Thomas Provoost.
En janvier 2025, son jeu 7 Wonders a été intronisé parmi les vingt-cinq jeux du BoardGameGeek Hall of Fame

## Ludographie

### Jeux de société

#### Seul auteur
- Chabyrinthe, 2007, illustré par Arnü West, édité par Cocktail Games.
- Ghost Stories, 2008, illustré par Piérô La Lune, édité par Repos Production.
  - Ghost Stories: White Moon (extension), 2009
  - Ghost Stories: Black Secret (extension), 2011
- Hurry’Cup, 2008, illustré par Piérô La Lune, édité par Hurrican.
- Bakong, 2009, illustré par Piérô La Lune, édité par Asmodee.
- Pocket Rockets, 2009, illustré par Christophe Madura et Nicolas Fructus, édité par Hazgaard.
- La Chasse aux monstres, 2009, illustré par Anouk Lacasse et Le Mille-Pattes, édité par Le Scorpion masqué
- Hanabi & Ikebana, 2010, illustré par Françoise Sengissen, édité par Les XII Singes.
  - Hanabi (réédition), 2011, illustré par Albertine Ralenti, édité par Cocktail Games/Les XII Singes.
- 7 Wonders, 2010, illustré par Miguel Coimbra, édité par Repos Production.
  - 7 Wonders: Leaders (extension), 2011
  - 7 Wonders: Cities (extension), 2012
  - 7 Wonders: Wonder Pack (goodie), 2013
  - 7 Wonders: Babel (extension), 2014
  - 7 wonders: Armada (extension), 2018
- Rockband Manager, 2010, illustré par Raúl Castellanos, édité par Edge Entertainment
- Dojo, 2011, illustré par David Rakoto et Yuio, édité par Hazgaard.
- Takenoko, 2011, illustré par Joël Picksel, Nicolas Fructus et Yuio, édité par Bombyx et Matagot.
- Tokaido, 2012, illustré par Naïade, édité par Funforge.
  - Tokaido : Les Nouvelles Rencontres (extension), 2012
  - Tokaido : Eriku (goodie), 2013
  - Tokaido - Crossroads (extension), 2013
  - Tokaido : Felicia (goodie), 2016
  - Tokaido - Matsuri (extension), 2016
- Samurai Spirit, 2014, illustré par Victor Pérez Corbella, édité par Funforge.
- Oceanos, 2016, illustré par Jérémie Fleury, édité par IELLO.
- Paku Paku, 2016, illustré par Agence Cactus, édité par Ravensburger.
- La Grande Évasion, 2019, illustré par Cyril Bouquet, édité par Les XII Singes et Bragelonne Games.
- Last Bastion, 2019, illustré par Piérô La Lune, édité par Repos Production.
- 7 Wonders : Architects, 2021, illustré par Étienne Hebinger, édité par Repos Production.
- Namiji, 2022, illustré par Naïade, édité par Funforge.
  - Namiji - Aquamarine (extension), 2022
- Tokaido Duo, 2022, illustré par Naïade, édité par Funforge.

#### Avec Esteban Bauza
- Kraken Attack!, 2020, illustré par Betowers, édité par Loki.

#### AvecBruno Cathala
- Witty Pong, 2011, illustré par Alex A, édité par MyWittyGames.
- Dr. Shark, 2011, illustré par Charlie Adams, édité par Hurrican.
- Le Petit Prince - Fabrique-Moi Une Planète, 2013, illustré par Antoine De Saint-Exupéry, édité par Ludonaute.
  - 1001 Îles (réédition), 2022, illustré par Marie Cardouat, édité par Ludonaute.
- Le Petit Prince - Voyage Vers Les Étoiles, 2015, illustré par Christine Deschamps, Ian Parovel et Maëva Da Silva, édité par Ludonaute.
- 7 Wonders Duel, 2015, illustré par Miguel Coimbra, édité par Repos Production.
  - 7 Wonders Duel - Pantheon (extension), 2016
  - 7 Wonders Duel - Solo (extension), 2020
  - 7 Wonders Duel - Agora (extension), 2020
- Le Seigneur des Anneaux - Duel pour la Terre du Milieu , 2024, illustré par Vincent Dutrait, édité par Repos Production.

#### AvecBruno Faidutti
- Pony Express, 2009, illustré par Mathieu Beaulieu, édité par Funforge.

#### Avec John Grümph
- Oltréé, 2021, illustré par Vincent Dutrait, édité par Studio H.
  - Oltréé - Morts & Vivants (extension), 2022

#### AvecSerge Laget
- Mystery Express, 2010, illustré par Julien Delval, édité par Days of Wonder

#### Avec Corentin Lebrat
- Takenoko: Chibis (extension), 2015, illustré par Joël Picksel, Nicolas Fructus et Yuio, édité par Bombyx et Matagot.
- Gaijin Dash, 2016, illustré par Sergi Marcet et Tori Hasegawa, auto-publié
- Mia London, 2020, illustré par Nicolas Francescon, édité par Scorpion Masqué

#### AvecLudovic Maublanc
- Le Donjon de Naheulbeuk (basé sur la saga MP3 du même nom), 2010, illustré par Marion Poinsot, édité par Repos Production.
  - Le Donjon De Naheulbeuk - La Marche Barbare (extension), 2012
- Rampage, 2013, illustré par Piérô La Lune, édité par Repos Production.
- Attack On Titan: Le Dernier Rempart, 2017, illustré par Kyoji Asano, édité par Don't Panic Games.

#### Avec Masato Uesugi
- Welcome Back to the Dungeon, 2016, illustré par Paul Mafayon, édité par IELLO.

#### Avec  Corentin Lebrat,Ludovic MaublancetThéo Rivière
- Draftosaurus, 2019, illustré par Jiahui Eva Gao et Vipin Alex Jacob, édité par Ankama.
  - Draftosaurus - Aerial Show (extension), 2021
  - Draftosaurus - Marina (extension), 2021
- Arkeis, 2019, édité par Ankama.
  - Arkeis - Lurking Under The Sand (extension), 2021
  - Arkeis - Thus The Sphinx Cometh (extension), 2021
- 8Bit Box: Double Rumble (extension), 2019, illustré par Jean-Baptiste "Djib" Reynaud, édité par Iello.
- Ninja Academy, 2019, illustré par Jean-Baptiste "Djib" Reynaud, édité par Iello.
- Bienvenue à Bord, 2019, illustré par Vianney Carvalho, édité par Capitaine Meeple.
- Naruto Ninja Arena, 2020, édité par Don't Panic Games.
  - Naruto Ninja Arena - Genin Pack (extension), 2020
- On Board, 2022, illustré par Vianny Carvalho, édité par Capitaine Meeple.
- Arkeis, 2023, édité par ankama.
  - Arkeis - Lurking Under The Sand (extension), 2023
  - Arkeis - Thus The Sphinx Cometh (extension), 2023

#### Avec Corentin Lebrat,Ludovic Maublanc, Nicolas Oury etThéo Rivière
- Super Cats, 2019, illustré par Naïade, édité par Grrre Games.

### Jeux de rôle
- P'tites sorcières, 2001, publié sur le web
- Exil, 2005, Ubik
- Contes ensorcelés, 2005, 7ème Cercle
  - Contes ensorcelés - volume 2, 2007, 7ème Cercle
- Final Frontier, 2006, John Doe
- Nains & Jardins, 2008, Caravelle

### Jeux vidéo
- Furry Tales, 2004, Mad Monkey Studio
- World of Lovecraft, 2010, Mad Monkey Studio

## Nominations et récompenses

### Spiel Des Jahres
- Kennerspiel Des Jahres 2011: 7 Wonders, 2010 (illustré par Miguel Coimbra) édité Repos Production.
- Spiel Des Jahres 2013: Hanabi, 2011 (illustré par Albertine Ralenti) édité Cocktail Games et Les XII Singes.
- Nommé au  Kinderspiel des Jahres 2021: Mia London co-auteur Corentin Lebrat, édité par Le Scorpion Masqué

### As d'or Jeu de l'année
- Prix du Jury 2011: 7 Wonders, 2010 (illustré par Miguel Coimbra) Repos Production.
- Jeu De l'année 2012: Takenoko, 2011 (illustré par Joël Picksel, Nicolas Fructus et Yuio) édité par Bombyx et Matagot.
- Nommé Jeu de l'année 2016: 7 Wonders Duel, 2015, co-auteur Bruno Cathala (illustré par Miguel Coimbra) édité par Repos Production.
- Nommé Jeu de l'année 2020: Draftosaurus, 2019, co-auteurs Corentin Lebrat, Ludovic Maublanc et Théo Rivière (illustré par Jiahui Eva Gao et Vipin Alex Jacob) édité par Ankama.
- Nommé Jeu de l'année 2021 (Enfant): Kraken Attack!, 2020, co-auteur Esteban Bauza (illustré par Betowers) édité par Loki.
- Jeu de l'année 2022, 7 Wonders Architects (As d'Or Jeu de l'année), illustré par Étienne Hebinger, édité par Repos Production
- Nommé Jeu de l'année 2022 (Initié), Oltréé  co-auteur John Grümph, illustré par Vincent Dutrait, édité par Studio H

### Double 6
- Nommé Double Six 2009: Hurry cup!, 2008 (illustré par Piérô La Lune) édité par Hurrican.
- Double Six 2012: Takenoko, 2011 (illustré par Joël Picksel, Nicolas Fructus et Yuio) édité par Bombyx et Matagot.
- Double Six 2014: Le Petit Prince - Fabrique-Moi Une Planète, 2013, co-auteur Bruno Cathala (illustré par Antoine De Saint-Exupéry) édité par Ludonaute.
- Nommé Double Six 2016: 7 Wonders Duel, 2015, co-auteur Bruno Cathala (illustré par Miguel Coimbra) édité Repos Production.
- Nommé Double Six 2020: Super Cats, 2019, co-auteurs Corentin Lebrat, Ludovic Maublanc, Nicolas Oury et Théo Rivière (illustré par Naïade) édité par Grrre Games.
- Double Six 2020: Draftosaurus, 2019, co-auteurs Corentin Lebrat, Ludovic Maublanc et Théo Rivière (illustré par Jiahui Eva Gao et Vipin Alex Jacob) édité par Ankama.

### Pion d'or
- Pion De Platine 2020: 7 Wonders, 2010 (illustré par Miguel Coimbra) édité Repos Production.
- Double Pion D'or 2020: 7 Wonders Duel, 2015, co-auteur Bruno Cathala (illustré par Miguel Coimbra) édité Repos Production.

## Publication
- L'Encre du passé, Dupuis, 2009
Scénario : Antoine Bauza - Dessin : Maël -  (ISBN 978-2800143804) Prix du jury œcuménique de la bande dessinée 2010[5].